# آمنة بنت محمد الباقر
آمنة بنت محمد الباقر بن علي السجاد بن الحسين بن علي بن أبي طالب. هي إحدى بنات الإمام محمد الباقر الإمام الخامس عند الشيعة ، المنسوبة إليه في بعض الكتب والمصادر، فقد ذكر ياقوت الحموي وقال: «وبين مصر والقاهرة قبة يقال إنها قبر السيدة نفيسة»، إلى أن يقول : «وقبر آمنة بنت محمد الباقر».
ويعلق محسن الأمين العاملي في موسوعته أعيان الشيعة ويقول: «وليس في أولاد الباقر ع من اسمها آمنة، ولو كانت فما الذي جاء بها إلى مصر، فالله اعلم بصاحبة ذلك القبر من هي.»
ويقول حسين الزرباطي: «ولم أسمع أحدا ذكر ابنة للإمام الباقر اسمها آمنة قبل هذا - أي ياقوت الحموي -.» وكذلك قال علي موسى الكعبي: « هناك بعض المصادر تكاد تنفرد بذكر أسماء أو مزارات ومشاهد ادُّعي أنّها منسوبة إلى أولاد صلبيين للإمام الباقر عليه السلام.».

### كتب
- أعيان الشيعة. محسن الأمين، طبع بيروت - لبنان، تاريخ الطبع مفقود، منشورات دار التعارف.

### إشارات مرجعية
1. ↑  معجم البلدان - الحموي - ج ٥ - الصفحة ١٤٢. نسخة محفوظة 12 يونيو 2020 على موقع واي باك مشين.
2. ↑  أعيان الشيعة - السيد محسن الأمين - ج ٢ - الصفحة ١٠٤. نسخة محفوظة 2 نوفمبر 2019 على موقع واي باك مشين.
3. ↑  أولاد الإمام محمد الباقر (ع) - السيد حسين الزرباطي - الصفحة ١٨٠. نسخة محفوظة 12 يونيو 2020 على موقع واي باك مشين.
4. ↑  علي موسى الكعبي ،  الإمام أبو جعفر الباقر عليه السلام سيرة وتاريخ ، ج1 ، ص 80. نسخة محفوظة 12 يونيو 2020 على موقع واي باك مشين.